# Karl Thomas Mozart
Karl Thomas Mozart (21 tháng 9 năm 1784 – 31 tháng 10 năm 1858) là con trai thứ hai và là anh cả trong số hai người con trai còn sống đến tuổi trưởng thành của Wolfgang và Constanze Mozart. Em trai ông là Franz Xaver Wolfgang Mozart.

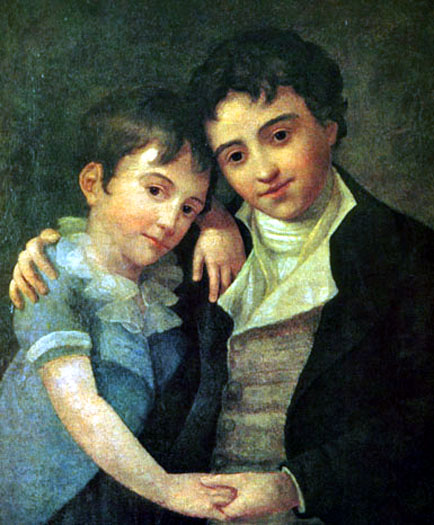
Hai người con trai còn sống cuối cùng của Wolfgang Amadeus và Constanze Mozart: Franz Xaver Wolfgang Mozart (trái) và Karl Thomas (phải) (vẽ bởi Hans Hansen, Vienna, năm 1800)

## Tiểu sử
Karl sinh ra ở Viên. Ông học tại một ngôi trường ở Praha dưới thời Franz Xaver Niemetschek và František Xaver Dušek. Karl sớm trở thành một nghệ sĩ dương cầm có tiếng. Tuy nhiên, trước khi học xong, ông rời đến Livorno vào năm 1797 để bắt đầu học việc tại một thương hội.
Karl từng có dự định mở một cửa hàng bán đàn piano trong những năm tiếp theo, nhưng kế hoạch của ông không thể thực hiện vì thiếu tiền vốn. Ông chuyển đến Milano vào năm 1805 và học nhạc với Bonifazio Asioli, mặc dù ông đã từ bỏ việc học của mình vào năm 1810 để trở thành một quan chức phục vụ cho cơ quan quản lý tài chính Áo và bộ phận kế toán chính phủ ở Milano. Ông còn sở hữu một ngôi nhà ở làng Caversaccio ở Valmorea, Tỉnh Como, gần với hồ Como và hồ Lugano. Ông đánh giá cao những tiện nghi của nơi ở mới và môi trường nước trong sạch. Karl để lại ngôi nhà cho thị trấn, điều này giúp ông được ghi danh trên một tấm bảng tên dành riêng của ông. Tòa thị chính nơi đây hiện vẫn giữ một bản sao của di chúc mà ông để lại.
Karl còn thường xuyên tham dự các sự kiện liên quan đến cha mình cho đến khi ông qua đời tại Milano vào năm 1858. Giống như người em trai mình, Karl không kết hôn và không có con, do đó dòng họ Mozart bị tuyệt tự.